# Клементина Черчилль
Клементина Огілві Спенсер-Черчилль, баронеса Спенсер-Черчилль (англ. Clementine Ogilvy Spencer-Churchill, Baroness Spencer-Churchill, до шлюбу — Гозьє, англ. Hozier; 1 квітня 1885 — 12 грудня 1977) — дружина прем'єр-міністра Великої Британії Вінстона Черчилля. Дама Великого Хреста ордену Британської імперії.

## Біографія

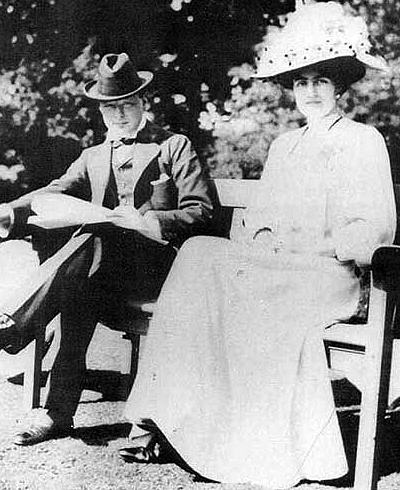
Вінстон Черчілль та Клементина Гозєр незадовго до їхнього одруження в 1908 році.

Клементина Гозьє народилася 1 квітня 1885 року. Офіційно донька полковника у відставці Генрі Монтегю Гозьє і леді Бланш Генрієтти Огілві, однак щодо батьківства можливі варіанти. 
Із Вінстоном Черчиллем познайомилася у 1904 році.
У період Другої світової війни очолювала «Фонд допомоги Росії Червоного Хреста» («Aid to Russia Fund»), що діяв з 1941 по 1951 рік і надав велику допомогу СРСР медикаментами, медобладнанням для госпіталів, продуктами харчування. Всього за роки війни «Фондом допомоги Росії» Клементини Черчилль було зібрано коштів на загальну суму понад 8 мільйонів фунтів стерлінгів (близько 200 мільйонів у сучасних грошах).
У березні 1945 року на запрошення радянського Червоного Хреста Клементина Черчилль приїздила до СРСР і відвідала Ленінград, Сталінград, Ростов-на-Дону, Кисловодськ, П'ятигорськ, Курськ, Одесу, Ялту та інші міста. З Криму через Одесу Клементина Черчилль виїхала до Москви, де їй був вручений Орден Трудового Червоного Прапора; тут вона зустріла День Перемоги.
Клементина Черчилль виступила 9 травня на московському радіо з відкритим посланням Вінстона Черчілля до Йосипа Сталіна.

## Смерть
Клементина Черчилль померла 12 грудня 1977 року. Вона похована на цвинтарі церкви Святого Мартіна у Блейдоні (графство Оксфордшир) поруч з чоловіком, дітьми та іншими Черчиллями.

## Нагороди
- Орден Трудового Червоного Прапора (12 квітня 1945)

## Пам'ять
- У 2011 році знятий фільм з документального циклу «Більше, ніж любов» (телеканал Культура та ТОВ «Студія „Фішка-фільм“», Росія, Москва): Вінстон Черчилль та Клементина Огілві Гозьє. «Клементина та Вінстон» (режисер — Ігор Ушаков).
- Також сучасні газети називають Клементину «однією з ікон стилю Великої Британії».